# Эккерсдорф
Эккерсдорф (нем. Eckersdorf) — община в Германии, в Республике Бавария.
Подчиняется административному округу Верхняя Франкония. Входит в состав района Байройт. Население составляет 5064 человека (на 31 декабря 2010 года). Занимает площадь 36,19 км². Местные регистрационные номера транспортных средств (коды автомобильных номеров) (нем. Kraftfahrzeugkennzeichen) — BT.
Община подразделяется на 6 сельских округов.

## Население
По оценке на 31 декабря 2015 года население общины Эккерсдорф составляет 5102 чел. 

| Дата      | 1840 | 1871 | 1900 | 1925 | 1939 | 1950 | 1961 | 1970 | 1987 | 2011 |
| --------- | ---- | ---- | ---- | ---- | ---- | ---- | ---- | ---- | ---- | ---- |
| Население | 2386 | 2518 | 2456 | 2549 | 2679 | 3538 | 3261 | 3635 | 4773 | 5100 |

| Год       | 1960 | 1970 | 1980 | 1990 | 2000 | 2009 | 2010 | 2011 | 2012 | 2013 | 2014 | 2015 |
| --------- | ---- | ---- | ---- | ---- | ---- | ---- | ---- | ---- | ---- | ---- | ---- | ---- |
| Население | 3232 | 3705 | 4507 | 4974 | 5088 | 5036 | 5064 | 5149 | 5182 | 5159 | 5173 | 5102 |

## Галерея

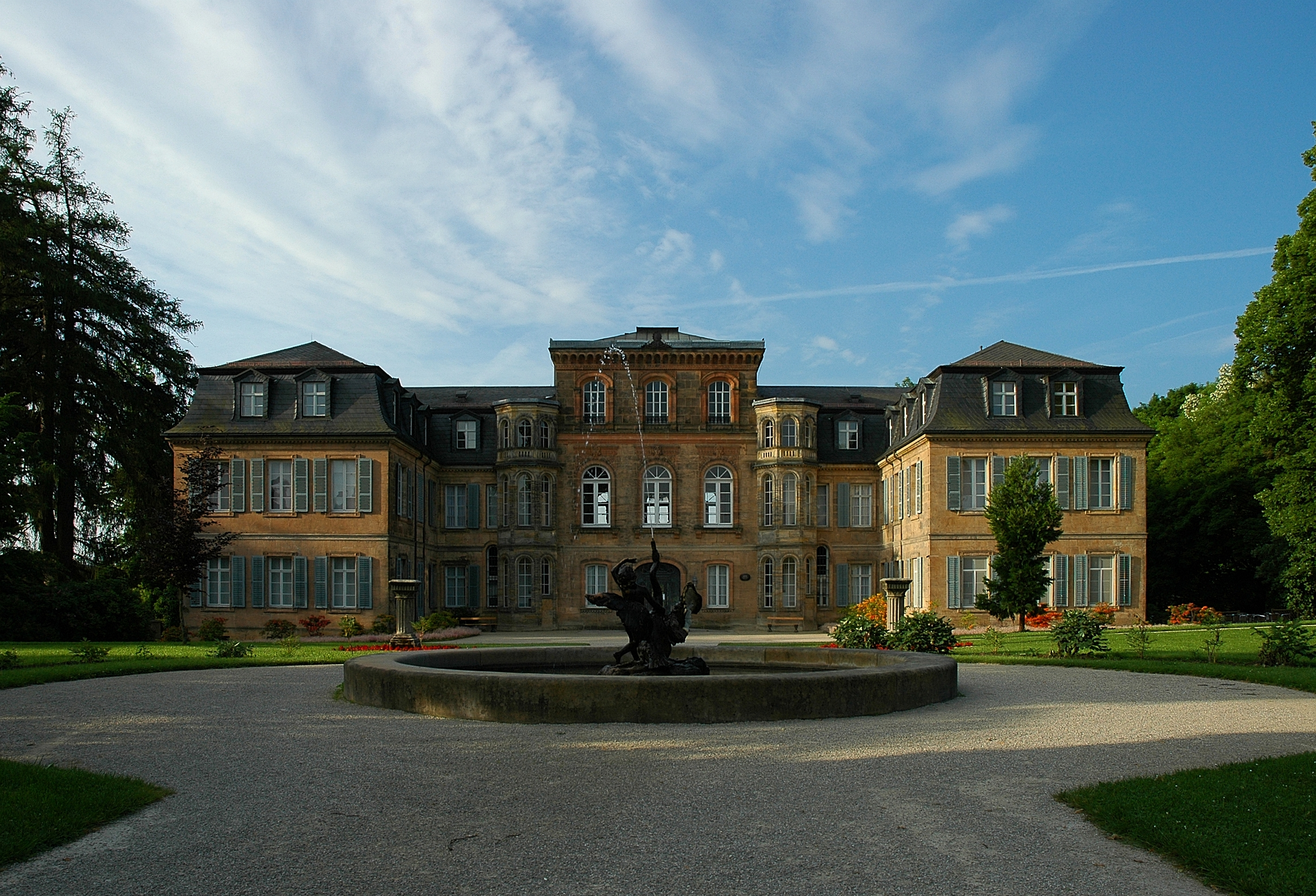
Замок Фантаизи, северный фасад
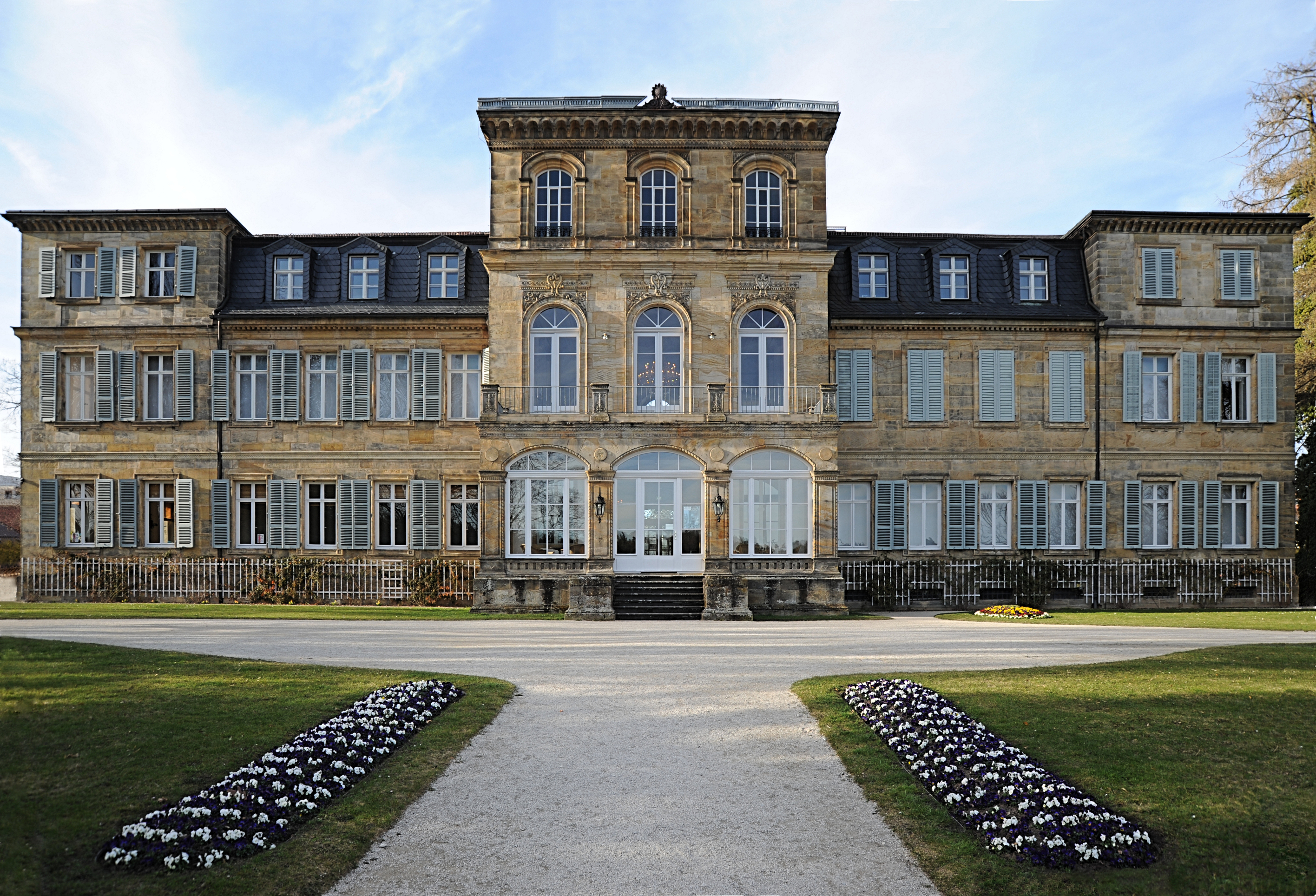
Замок Фантаизи, южный фасад